# Iriba
Iriba (ou Hili-ba) est une ville de l'est du Tchad située dans la région du Wadi Fira, à 74 km de la frontière du Soudan. Sa population est majoritairement d'ethnie zaghawa, tout comme de la frontière soudanaise, qui se consacre essentiellement à l'élevage et à l'agriculture.

## Description
Iriba est proche à l'ouest du wadi Hawar, au sud de Guéréda, à l'est de Biltine. Elle se situe en plein pays zaghawa kobé.
Elle compte trois sous-préfectures, la sous-préfecture d'Iriba, la sous-préfecture de Ourba et celle de Matadjana, chef-lieu du département de Kobé, dans la région du Wadi Fira.
Elle se trouve à 1 000 m d'altitude par rapport à la position géographique d'Abéché. Elle est également entourée par une chaîne de montagnes.
Iriba est située à la frontière de l'Ennedi. Érigée en sous-préfecture en 2010, son emplacement est très stratégique, entouré par un grand wadi où l'on trouve plusieurs chameaux qui s'alimentent. 

## Histoire de la ville
Le village d'Iriba se trouve en plein pays kobé sur un haut plateau aux communications faciles. Il fut fondé en 1943 par le sultan Abd-er-rahman qui vint résider délaissant Mardu ancienne capitale de son père Haggar où l'eau n'était plus assez abondante. Le nouveau village prit le nom du puits permanent à proximité duquel il était situé : « Hili-ba », le puits des vaches.
Il groupe environ 1 200 personnes au recensement de 1953, appartenant pour une bonne part à la famille du sultan (femmes, enfants, frères, demi-frères et serviteurs) et se présente comme l'agglomération la plus importante du pays zaghawa.
De plus, depuis 1950, il est le siège d'un Poste de contrôle administratif et de ses annexes, détachement de la Garde territoriale. Il abrite également une prison, une école, une infirmerie, ainsi qu'une Société indigène de prévoyance.

## Statut et organisation administrative
Depuis 1992, Iriba exerce les compétences d'une commune et d'un département. Elle est divisée en quartiers, comme les autres villes moyennes du Tchad, au nombre de sept.
L’État y dispose de prérogatives particulières exercées par le préfet d'Iriba. Les pouvoirs de police administrative sont partagés entre le préfet du département  et le maire de la commune d'Iriba, qui se prêtent réciproquement leurs moyens d'action à cet effet. Le maire est impliqué dans la politique de sécurité même si les pouvoirs en ce domaine restent entre les mains du préfet du département et du commissaire de police de la ville.
Depuis 2003, Iriba est le siège de l'administration et le site de plusieurs centres d'accueil pour les réfugiés soudanais, gérés par la Commission nationale pour l'accueil et la réinsertion des réfugiés et des rapatriés (CNARR) en collaboration avec le Haut Commissariat des Nations unies pour les réfugiés et les ONG non permanentes qui opèrent dans la région.

## Transport et voie de communication

### Transport routier
La ville d'Iriba est desservie par deux routes nationale et régionale non asphaltées ordinaires qui assurent la liaison entre Iriba - Guereda de l'ouest et Biltine au Sud. 

### Transport en commun
La ville est desservie par un réseau régional de transport hybride allant de bus-camion au véhicule 4x4.

### Voie aérienne
Elle est desservie par l'aéroport d'Iriba situé à 3 km à l'ouest de la ville, tout près de Hadjar Jordogui chaine montagneuse avoisinante. Il gère un flux national relativement faible.

## Éducation
Iriba dispose de plusieurs établissements d'enseignement qui relèvent du département de Kobé pour les établissements publics et des associations de parents d'élèves pour les privés.

### Enseignement primaire et secondaire
Iriba abrite trois écoles primaires et secondaires, qui relèvent d'associations de parents d'élèves et des ONG :
- Lycée d'Iriba
- École primaire du centre (non opérationnelle)
- Collège-lycée Murdou
- Lycée scientifique Ades

### Enseignement supérieur
L'Institut national supérieur du Sahara et du Sahel d'Iriba (IN3SI) est une institution d'enseignement public tchadien gérée par le ministère chargé de l'enseignement supérieur, de recherche et de l'innovation.
Elle abrite un Centre de formation technique et professionnelle en cours d'implantation.

## Personnalités liées
- Zakaria Fadoul Khidir (1946-2019), universitaire, homme politique et écrivain tchadien
- Bichara Idriss Haggar (1952-), homme politique tchadien
- Mahamat Ali Abdallha Nassour (1960-2015), homme politique et militaire tchadien
- Mahamat Saleh Daoussa Haggar (1978-), mathématicien et universitaire tchadien
- Général Youssouf Tiera[réf. nécessaire]